# Cavalier King Charles spániel
Cavalier King Charles spániel egy kutyafajta.
A kis spánielek ősei spanyol és francia eredetű kajtató ebek voltak és Európa-szerte népszerűek voltak az arisztokrácia körében.
Legközelebbi rokonai a francia Papillon, a belga Phalène és a szintén angol King Charles spániel, amelyből kitenyésztették. A King Charlestól hosszabb orra és nagyobb termete különbözteti meg.
Nevét - a King Charleshoz hasonlóan - II. Károly angol királyról kapta, mivel a király szenvedélyesen imádta a törpespánieleket. Rokonától való megkülönböztetésül a király melléknevét, a cavaliert kapta, ami lovagot jelent.

## Története

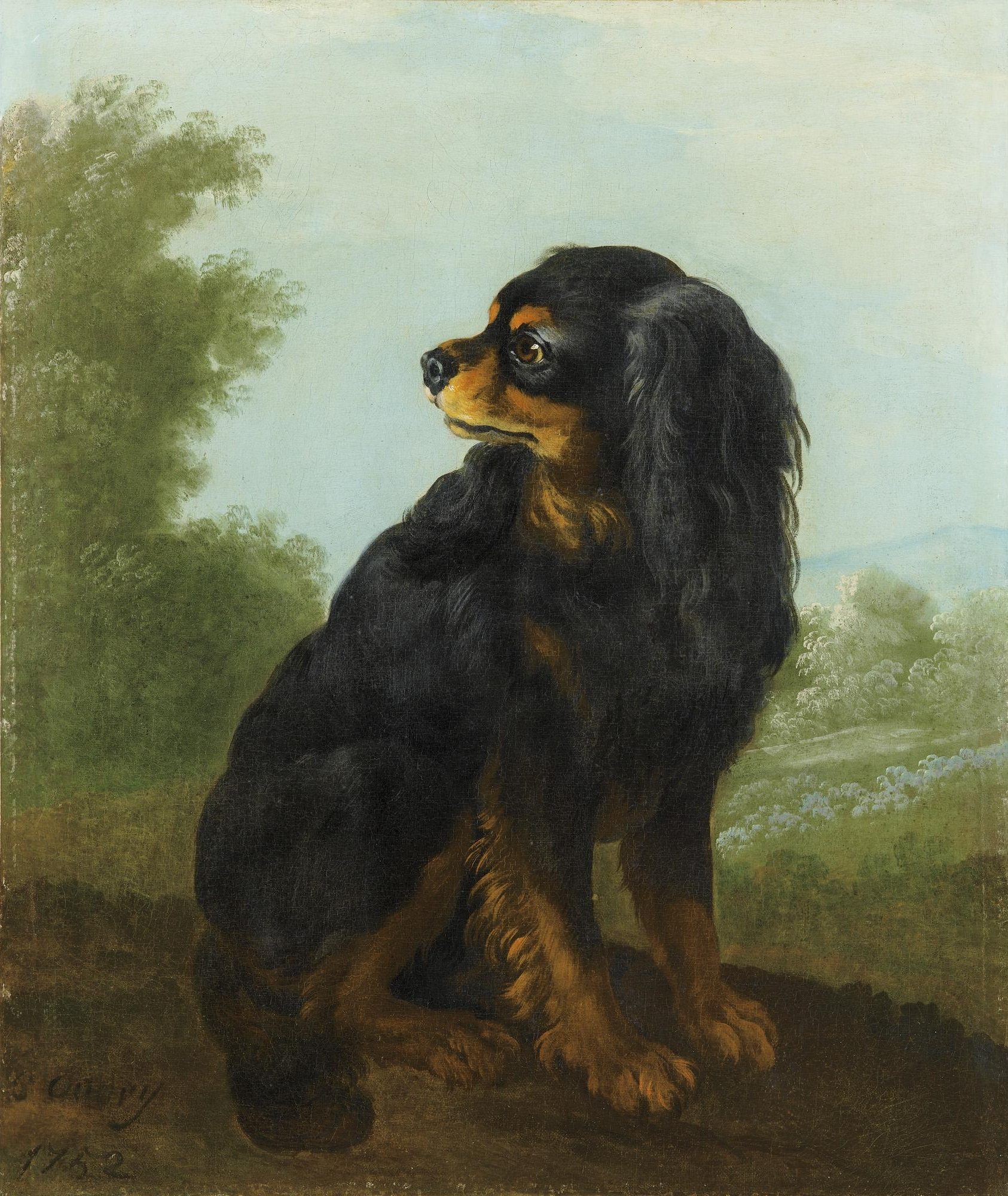
Jacques-Charles Oudry festménye

Bár Anglia egyik legrégibb fajtája, létét mégis egy amerikainak köszönheti, akit annyira elbűvöltek a régi festményeken látható apró kutyácskák, hogy rögtön Angliába utazott, hogy vegyen egyet. De mindenhol csak rövid orrú példányokat talált. Szerencséjére azért fel-felbukkantak normális orrú kölykök is a rövid orrú szülők almaiban, így Mr. Eldridge mindjárt vett is egy-egy példányt belőlük és hazavitte őket tenyészteni.
A tenyésztők hamarosan felfigyeltek a kis „torzszülöttekre” és elkezdődött a régi törpespániel új változatának tenyésztése. A fajta hamar elterjedt, sőt népszerűségében mára már túlszárnyalta elődjét.

## Jelleme
A Cavalier King Charles spániel egy öleb. Nagyon szereti és igényli is a babusgatást, a szobában pedig olyan, mint egy úrihölgy/úriember (illedelmesen, halkan közlekedik, csendben heverészik a kanapén). Dédelgethető. Nagyon sok szeretetet igényel. A séták alkalmával mindjárt megmutatkozik vidám temperamentuma és fejlett vadászösztöne, de türelmes tanítás után szépen fog menni pórázon is. Értelmes, könnyen idomítható, ugyanis ennek az eb-fajtának kitűnő a memóriája, amit egyszer megtanul, azt nem felejti el. Kitűnő szaglása és apportírozásra való hajlama jó vadászkutyává teszi, bár ma már a legtöbben kedvencként tartják. Gyerekekkel nagyon jól kijön.
Kedves, barátságos, alkalmazkodó természete miatt jól kijön a többi kutyával, és a macskákkal is hamar összebarátkozik.
Igazi mindenes kutya: a gyerekek fáradhatatlan játszótársa, a hölgyek elegáns kísérője, a vadászok odaadó, megbízható segítője, a család bájos kedvence, és az idősek gyengéd, megértő társa.
Ápolása:
Hosszú szőrét rendszeresen fésülni kell főként a fül-szőrét kell rendszereden ápolni.
Nyírni nem ajánlatos, mivel roncsolja a szőr minőségét.
Trimmelni tilos.
Gyengéi:
füle (mint minden spánielnek könnyen begyullad)
szeme (mivel nagy és kiugró, könnyen megsérülhet)
súlya (hízásra hajlamos, ezért nem szabad túletetni)
betegségei: leggyakoribb halálozási ok a szívbillentyű zavara. Rendszeresen kell ápolni és trenírozni.

## Tulajdonságai

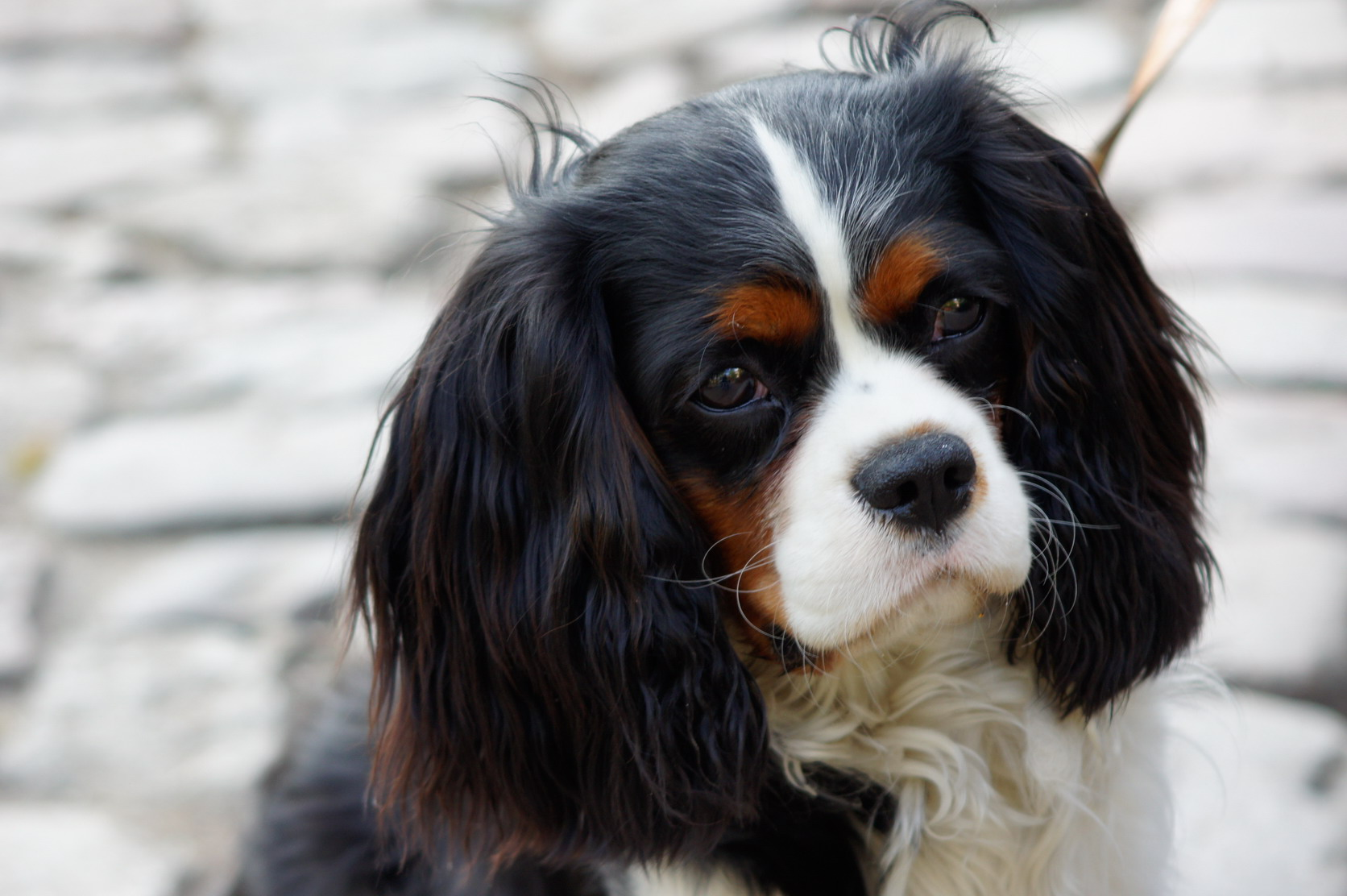
Cavalier King Charles spaniel

- Marmagassága: 30–35 cm
- Súlya: 5,4–8 kg
- Besorolás (FCI szám):136

## Színváltozatai
- Blenheim = fehér-gesztenye színű foltokkal
- Black and Tan = fekete cser színű jegyekkel ("King Charles" szín)
- Ruby = gesztenyevörös
- Tricolour = fekete-fehér- cser jegyekkel ("Prince Charles" szín)